# Zieleniec (województwo lubelskie)
Zieleniec – kolonia w Polsce położona w województwie lubelskim, w powiecie parczewskim, w gminie Milanów.
W latach 1975–1998 miejscowość należała administracyjnie do województwa bialskopodlaskiego.
Kolonia stanowi sołectwo w gminie Milanów. Według Narodowego Spisu Powszechnego z roku 2011 kolonia liczyła 53 mieszkańców.
Wierni Kościoła rzymskokatolickiego należą do parafii Niepokalanego Poczęcia Najświętszej Maryi Panny w Milanowie.